# Jakob De la Gardie

Jakob De La Gardie

Graf Jakob Pontusson De La Gardie von Läckö (* 20. Juni 1583 in Reval; † 12. August 1652 in Stockholm) war ein schwedischer Heerführer.

## Leben
Sein Vater, Pontus De la Gardie, war ein französischer Heerführer, der die schwedische Gräfin Sophie Johannsdotter Gyllenhielm heiratete, die während seiner Geburt im Kindbett verstarb.
Von 1606 bis 1608 diente er unter Moritz von Nassau, Fürst von Oranien. Dies machte ihn vertraut mit den damals modernen holländischen Militärstrategien, die er ab 1608 in das schwedische Heer einführte.
Während des Polnisch-Russischen Krieges 1609–1618 unterzeichnete Schweden 1609 einen Vertrag mit Zar Wassili Schuiski. König Karl IX. von Schweden schickte De la Gardie mit einem Heer von Söldnern zur Unterstützung von Michail Skopin-Schuiski. Der Neffe des Zaren unternahm vom Norden aus einen Feldzug gegen den vom polnischen Adel unterstützten Hochstapler Pseudodimitri II., um das belagerte Moskau zu entsetzen. Der Feldzug der russisch-schwedischen Heeres war erfolgreich, jedoch wurde kurz nach dem Entsatz Moskaus der talentierte junge Feldherr Skopin-Schuiski von Neidern am russischen Hofe vergiftet. Das russisch-schwedische Heer verlor in der Folge die Schlacht von Kluschino gegen die Polen, woraufhin die Bojaren Zar Wassili Schuiski absetzten und den polnischen Königssohn Władysław IV. Wasa zum Zaren wählten. Als Reaktion auf diese Entwicklung erklärte Schweden Russland den Krieg. Schwedische Truppen unter der Führung von De la Gardie, die sich auf russischem Boden befanden, eroberten Nowgorod und sein Umland.

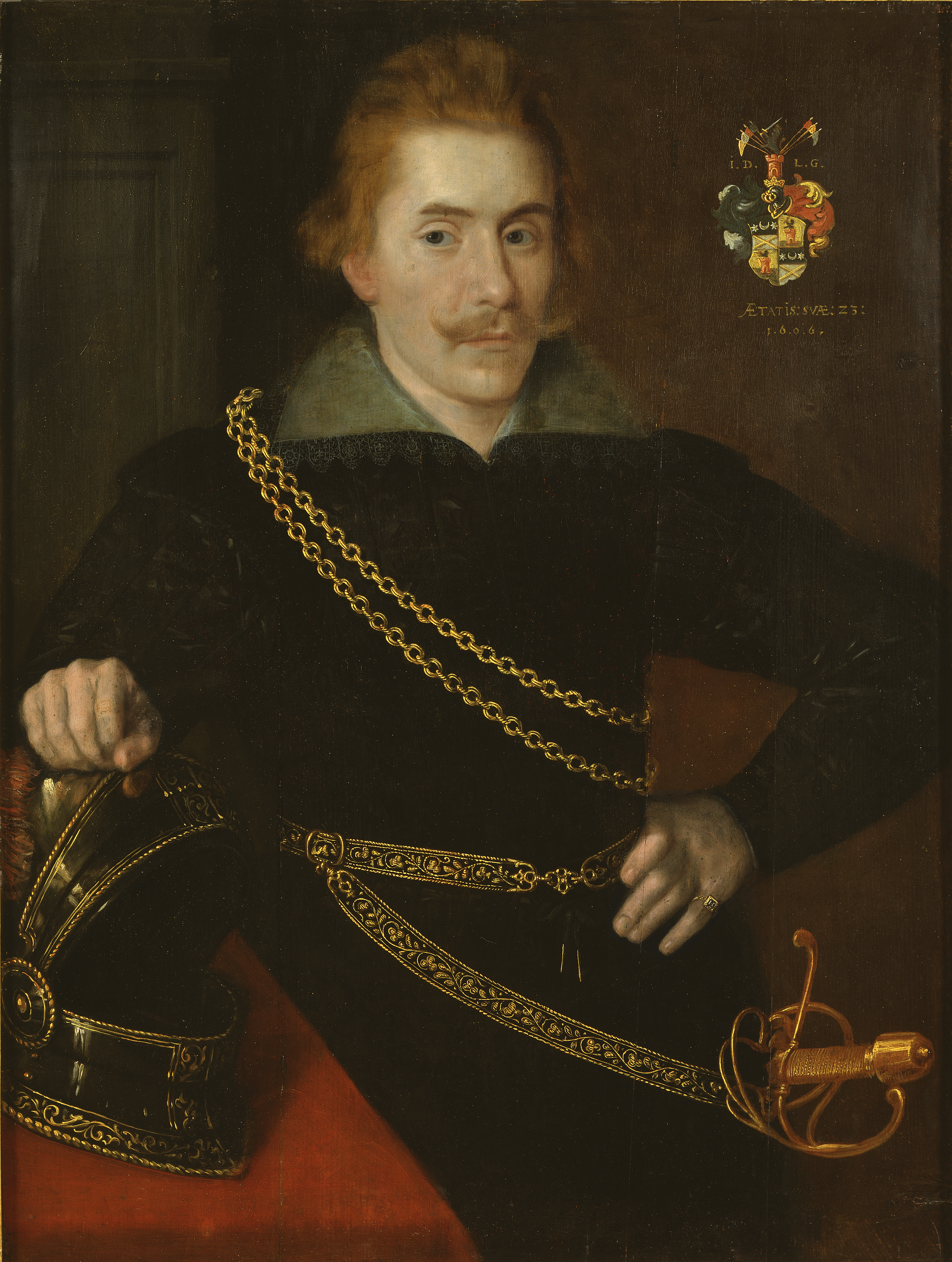
Ölbild De La Gardies aus dem beginnenden 17. Jahrhundert

Inmitten der russischen Zeit der Wirren gelang es De la Gardie, eine russische Adelsopposition auf die schwedische Seite zu ziehen. Sein Plan bestand darin, den Bruder König Gustav II. Adolfs, Prinz Karl Philipp (1601–1622), auf den Zarenthron zu setzen. De la Gardie wurde aufgrund seiner günstigen Unterredungen mit den russischen Fürsten zum schwedischen Reichsrat ernannt. Doch obwohl die Verhandlungen einen erfreulichen Ausgang für Schweden erwarten ließen, kam alles ganz anders, weil die Entscheidung aus Stockholm auf sich warten ließ. Der König hatte plötzlich eigenes Interesse an der Zarenkrone und wurde durch seinen Minister Axel Oxenstierna dabei unterstützt. Als man sich im Frühjahr 1613 in Schweden nun doch für Karl Philipp entschieden hatte und diesen im Juli nach Russland schickte, musste man feststellen, dass eine allgemeine Ständeversammlung bereits im Februar den Bojaren Michael Romanow zum Zaren erhoben hatte.
Als Entschädigung für die Blamage und das gebrochene Versprechen forderte Gustav II. Adolf nun gewaltige Gebietsabtretungen Russlands an Schweden, was abgelehnt wurde. Die Kampfhandlungen zwischen Russland und Schweden gingen weiter. Die Schweden erlitten Niederlagen bei den Belagerungen von Tichwin (1613) und Pskow (1615), hielten aber weiterhin Nowgorod. Jakob De la Gardie finanzierte einen großen Teil des Heeres aus der eigenen Tasche, da die schwedische Krone kurz vor dem Staatsbankrott stand.
Am 16. November 1617 unterzeichneten Schweden und Russland den Frieden von Stolbowo. De la Gardie war der schwedische Repräsentant bei der Ratifizierung dieses Friedensvertrages. Schweden kam dabei in den Besitz von zwei Dritteln der gesamten Ostseeküste. Russland erhielt Nowgorod zurück, verlor jedoch jeglichen Einfluss im Baltikum und schied für lange Zeit aus beim Kampf um einen Seehafen. Der Zar verpflichtete sich sogar, „auf ewige Zeit“ keinen Versuch zu unternehmen, an die Ostseeküste zu gelangen.
1621 wurde De la Gardie Generalgouverneur von Livland. In dieser Funktion übernahm er die Aufgabe der systematischen Zurückdrängung Polens aus Livland. 1625 konnte er Tartu erobern.
1628 holte man ihn an den Hof nach Stockholm, wo er Reichsmarschall und Vorsitzender des Kriegsrates wurde. Nach dem Tod Gustav II. Adolfs 1632 war De la Gardie einer der Regenten für die noch minderjährige Königin Christina.
1642 beauftragte er höchstwahrscheinlich Carl Mollet d. J. mit dem Bau von Schloss Makalös, das 1644 fertiggestellt wurde.
Er starb am 12. August 1652 in Stockholm. In seinem Todesjahr veranlasste seine Witwe, Gräfin Ebba Brahe, die Gründung der Stadt Jakobstad.

## Nachkommen
La Gardie heiratete die Gräfin Ebba Magnusdotter Brahe (1596–1674). Von seinen 14 Kindern überlebten ihn:
- Magnus Gabriel (1622–1686)
- Maria Sopfia (1627–1694)
- Jakob Casimir (1629–1658)
- Pontus Friedrich (1630–1692)
- Christina Catharina (1632–1704), ⚭ (I)Gustaf Adolf Lewenhaupt;⚭ (II) Gustav Otto Stenbock
- Axel Julius (1637–1710).